# Бобл, Алексей
Алексей Бобл (22 мая 1975, Москва) — российский писатель-фантаст. Живёт в Москве. С 2007 года начал публиковать рассказы на сайте «Самиздат», а также участвовать в различных конкурсах. Тогда же увлекся вселенной «S.T.A.L.K.E.R.». Пишет (иногда в соавторстве с Андреем Левицким) книги в сериях «S.T.A.L.K.E.R.», «Технотьма» и «Зона Тайны». Написанный в рамках последней, роман «Мемория. Корпорация лжи», получивший неоднозначную оценку критиков, переведён на английский.

## Избранная библиография
1. Андрей Левицкий, Алексей Бобл. [Я -СТАЛКЕР] Осознание. — Жанры, 2013. — 319 с. — (STALKER). — 15 000 экз. — ISBN 978-985-18-1903-0.
2. Андрей Левицкий, Алексей Бобл. Кланы пустоши. — АСТ, Астрель, 2010. — 352 с. — (Технотьма). — 30 000 экз. — ISBN 978-5-17-067089-5.
3. Андрей Левицкий, Алексей Бобл. Хроники Пустоши. — АСТ, Астрель, 2012. — 704 с. — (Технотьма). — 3000 экз. — ISBN 978-5-17-076723-6.
4. Андрей Левицкий, Алексей Бобл. Наемники фортуны. — Астрель, 2012. — 704 с. — (Технотьма). — 3000 экз. — ISBN 978-5-271-38881-1.
5. Андрей Левицкий, Алексей Бобл. Битва героев. — Астрель, 2012. — 704 с. — (Технотьма). — 4000 экз. — ISBN 978-5-271-38882-8.
6. Андрей Левицкий, Алексей Бобл. Альбинос. — Астрель, 2012. — 704 с. — (Технотьма). — 4000 экз. — ISBN 978-5-271-38880-4.
7. Алексей Бобл. Падение небес. — АСТ, Астрель, 2012. — 352 с. — (Технотьма). — 25 000 экз. — ISBN 978-5-17-072919-7.